# Psoraleococcus multipori
Psoraleococcus multipori är en insektsart som först beskrevs av Morrison 1921.  Psoraleococcus multipori ingår i släktet Psoraleococcus och familjen Lecanodiaspididae. Inga underarter finns listade i Catalogue of Life.